# 白雪情緣
《白雪情緣》是日本富士電視台在1995年1月11日到3月22日播放的電視劇集。
此劇為深津繪里初次擔任主演的電視劇。在富士電視台同時段的前作《青春無悔》裡，深津戲份並不多。

## 劇情概要
大學時代，在滑雪部就是好朋友的青木公介（本木雅弘）、麻生龍平（杉本哲太）、關本法子（有森也實），大學畢業後8年再會，一起相約去北海道滑雪。途中，他們遇到了一起結伴出遊的加藤久留美(深津繪里)，公介幫了她一個忙，並且一起抵達住宿的地方。
事實上，這並不是久留美第一次跟公介邂逅，而是第二次：第一次是在通勤的電車裡，久留美就對公介一見鍾情了。久留美也知道公介會到此地滑雪。但是，公介從學生時代以來，一直對法子念念不忘，但也都只是單相思。

## 演員
- 加藤久留美（外號：小兔子）：深津繪里

在電車上對公介一見鍾情。
- 青木公介：本木雅弘

學生時代對法子就有好感，但總是單相思。基本上重視身邊人們的事情，勝過自己的人。
- 麻生龍平：杉本哲太

公介的好友，也跟法子交往。
- 町田元：大浦龍宇一

公介的部下。由於對久留美有好感，但也跟佳子有關係。
- 麻生哲：長瀬智也

龍平的弟弟，對公介相當尊敬。支持久留美的戀愛。
- 柴田操：井上晴美

久留美的同事，也喜歡公介。
- 立川佳子：西尾まり
- 関本法子：有森也實
- 加藤佐和子：風吹ジュン
- 上尾敏典：春田純一

- 其他參演者：山路和弘、深浦加奈子、隆大介、片岡富枝、廣田恵子、櫻井公美、真鍋敏宏、宮澤美保、等

公介都會稱久留美是「小兔子」。

## 製作人員
- 劇本：野依美幸（劇本協力：楠本浩美）
- 導演：河毛俊作、樋口徹、緒方幸夫
- 企劃：大多亮
- 製作：喜多麗子（製作協助：吉見精一、関谷正征）

## 主題曲及插曲
- 主題曲福山雅治　『HELLO』（BMGビクター）
- 插曲『FIRST CLASS』、　『Beach Baby』

## 標題及日本收視率
| 各集                                                        | 播出日        | 日文標題         | 中文標題           | 收視率 |
| ----------------------------------------------------------- | ------------- | ---------------- | ------------------ | ------ |
| 第1話                                                       | 1995年1月11日 | ゲレンデで会おう | 滑雪場的邂逅       | 15.8%  |
| 第2話                                                       | 1995年1月18日 | 泣くなよ、ウサギ | 別哭啊，小兔子     | 16.5%  |
| 第3話                                                       | 1995年1月25日 | この恋は負けない | 這場戀愛不認輸     | 17.6%  |
| 第4話                                                       | 1995年2月1日  | 今夜、最低の告白 | 今晚，是最差的告白 | 13.6%  |
| 第5話                                                       | 1995年2月8日  | 奇跡のキス       | 奇蹟的吻           | 14.0%  |
| 第6話                                                       | 1995年2月15日 | 恋が止まらない   | 停不下來的戀愛     | 15.3%  |
| 第7話                                                       | 1995年2月22日 | ごめん、ウサギ   | 抱歉，小兔子       | 17.4%  |
| 第8話                                                       | 1995年3月1日  | 傷だらけの恋人達 | 受傷的戀人們       | 16.8%  |
| 第9話                                                       | 1995年3月8日  | お前を許さない   | 不原諒你           | 17.9%  |
| 第10話                                                      | 1995年3月15日 | さよなら、ウサギ | 再見了，小兔子     | 16.7%  |
| 最終話                                                      | 1995年3月22日 | 最高の片想い     | 最棒的單相思       | 18.1%  |
| 平均視聴率16.3%（日本關東地區、ビデオリサーチ公司調查資料） |               |                  |                    |        |